# لیگ قهرمانان اروپا ۲۰–۲۰۱۹
لیگ قهرمانان اروپا ۲۰–۲۰۱۹ شصت و پنجمین دوره از مسابقات فوتبال باشگاه‌های برتر اروپا و بیست و هشتمین دورهٔ لیگ قهرمانان اروپا است که در نهایت با قهرمانی بایرن مونیخ به پایان رسید و نکته جالب توجه قهرمانی مقتدرانه بایرن مونیخ بود که به اولین تیمی تبدیل شد که با پیروزی در تمامی دیدارهای خود فاتح لیگ قهرمانان اروپا شد. بخش زیادی از این دوره از رقابتها در شرایط بحران پاندمی کووید ۱۹ برگزار گردید. این مسابقات از مرحله یک چهارم نهایی به بعد به علت شیوع ویروس کرونا به صورت تک بازی و در شهر لیسبون پرتغال برگزار شد.
فینال مسابقات لیگ قهرمانان اروپا در ورزشگاه استادیو دا لوز در لیسبون پرتغال برگزار شد که تیم بایرن مونیخ آلمان با تک گل کینگزلی کومان قهرمان این دوره از این رقابت‌ها شد. قهرمان این دوره از لیگ قهرمانان اروپا (بایرن مونیخ) به مصاف قهرمان لیگ اروپا ۲۰–۲۰۱۹ (سویا) در سوپر جام اروپا ۲۰۲۰ رفت و با نتیجه ۲ بر ۱ پیروز شد و همچنین به‌طور خودکار به مسابقات جام باشگاه‌های جهان ۲۰۲۰ در قطر نیز راه یافت.
در این دوره از سیستم کمک داور ویدئویی (VAR) از مسابقات پلی آف به بعد استفاده شد.
بهترین گل این دوره از مسابقات را نیز کریستیانو رونالدو با گلی که در مرحله یک‌هشتم نهایی در برابر لیون به ثمر رساند از آن خود کرد.

## سهمیه بندی کشورهای عضو اتحادیه
در مجموع ۷۹ تیم از ۵۵ عضو از ۵۶ عضو اتحادیهٔ اروپا برای شرکت در لیگ قهرمانان اروپا ۲۰–۲۰۱۹ انتخاب می‌شوند (تنها کشور لیختن‌اشتاین است که به علت نداشتن لیگ داخلی تیمی را نمی‌تواند برای حضور معرفی کند). برای رتبه‌بندی اتحادیه بر اساس ضرایبی صورت می‌گیرد که یوفا اختصاص می‌دهد و بدین ترتیب سهمیه هر کشور عضو اتحادیه مشخص می‌شود:
- رتبه‌های ۴–۱ هریک ۴ تیم سهمیه خواهند داشت.
- رتبه‌های ۶–۵ هریک ۳ تیم سهمیه خواهند داشت.
- رتبه‌های ۱۵–۷ هریک ۲ تیم سهمیه خواهند داشت.
- رتبه‌های ۵۵–۱۶ هریک ۱ تیم سهمیه خواهند داشت.
- قهرمانان رقابت‌های لیگ قهرمانان اروپا ۱۹–۲۰۱۸ و لیگ اروپا ۱۹–۲۰۱۸ در صورتی که در مرحله انتخابی لیگ قهرمانان ۲۰–۲۰۱۹ انتخاب نشده باشند، به سایر تیم‌ها اضافه خواهند شد.

### رتبه‌بندی اتحادیه
برای لیگ قهرمانان اروپا ۲۰–۲۰۱۹، اعضای اتحادیه مطابق با ضرایب کشوری یوفا در سال ۲۰۱۸، رتبه‌بندی می‌شوند که در آن عملکرد لیگ برتر کشورها در رقابت‌های اروپایی، از سال‌های ۲۰۱۳–۱۴ تا ۲۰۱۷–۱۸ در نظر گرفته می‌شود.
جدا از ضرایب تخصیص داده شده به هر کشور، اعضای اتحادیه ممکن است تیم‌های دیگری داشته باشند که در لیگ قهرمانان شرکت می‌کنند، همان‌طور که در زیر ذکر شده:
- (UCL) – سهمیه اضافی برای دارندگان عنوان قهرمانی لیگ قهرمانی اروپا
- (UEL) – سهمیه اضافی برای دارندگان عنوان قهرمانی لیگ اروپا

| رتبه | اتحادیه  | ضریب.   | تعداد تیم‌ها | توضیحات |
| ---- | -------- | ------- | ----------- | ------- |
| ۱    | اسپانیا  | ۱۰۶/۹۹۸ | ۴           |         |
| ۲    | انگلستان | ۷۹/۶۰۵  | ۴           |         |
| ۳    | ایتالیا  | ۷۶/۲۴۹  | ۴           |         |
| ۴    | آلمان    | ۷۱/۴۲۷  | ۴           |         |
| ۵    | فرانسه   | ۵۶/۴۱۵  | ۳           |         |
| ۶    | روسیه    | ۵۳/۳۸۲  | ۳           |         |
| ۷    | پرتغال   | ۴۷/۲۴۸  | ۲           |         |
| ۸    | اوکراین  | ۴۱/۱۳۳  | ۲           |         |
| ۹    | بلژیک    | ۳۸/۵۰۰  | ۲           |         |
| ۱۰   | ترکیه    | ۳۵/۸۰۰  | ۲           |         |
| ۱۱   | اتریش    | ۳۲/۸۵۰  | ۲           |         |
| ۱۲   | سوئیس    | ۳۰/۲۰۰  | ۲           |         |
| ۱۳   | چک       | ۳۰/۱۷۵  | ۲           |         |
| ۱۴   | هلند     | ۲۹/۷۴۹  | ۲           |         |
| ۱۵   | یونان    | ۲۸/۶۰۰  | ۲           |         |
| ۱۶   | کرواسی   | ۲۶/۰۰۰  | ۱           |         |
| ۱۷   | دانمارک  | ۲۵/۹۵۰  | ۱           |         |
| ۱۸   | اسرائیل  | ۲۱/۷۵۰  | ۱           |         |
| ۱۹   | قبرس     | ۲۱/۵۵۰  | ۱           |         |

| رتبه | اتحادیه      | ضریب.  | تعداد تیم‌ها | توضیحات |
| ---- | ------------ | ------ | ----------- | ------- |
| ۲۰   | رومانی       | ۲۰/۴۵۰ | ۱           |         |
| ۲۱   | لهستان       | ۲۰/۱۲۵ | ۱           |         |
| ۲۲   | سوئد         | ۱۹/۹۷۵ | ۱           |         |
| ۲۳   | آذربایجان    | ۱۹/۱۲۵ | ۱           |         |
| ۲۴   | بلغارستان    | ۱۹/۱۲۵ | ۱           |         |
| ۲۵   | صربستان      | ۱۸/۷۵۰ | ۱           |         |
| ۲۶   | اسکاتلند     | ۱۸/۶۲۵ | ۱           |         |
| ۲۷   | بلاروس       | ۱۸/۶۲۵ | ۱           |         |
| ۲۸   | قزاقستان     | ۱۸/۱۲۵ | ۱           |         |
| ۲۹   | نروژ         | ۱۷/۴۲۵ | ۱           |         |
| ۳۰   | اسلوونی      | ۱۴/۵۰۰ | ۱           |         |
| ۳۱   | لیختن اشتاین | ۱۳/۰۰۰ | ۰           |         |
| ۳۲   | اسلوواکی     | ۱۲/۱۲۵ | ۱           |         |
| ۳۳   | مولداوی      | ۱۰/۰۰۰ | ۱           |         |
| ۳۴   | آلبانی       | ۸/۵۰۰  | ۱           |         |
| ۳۵   | ایسلند       | ۸/۲۵۰  | ۱           |         |
| ۳۶   | مجارستان     | ۸/۱۲۵  | ۱           |         |
| ۳۷   | مقدونیه      | ۷/۵۰۰  | ۱           |         |

| رتبه | اتحادیه         | ضریب. | تعداد تیم‌ها | توضیحات |
| ---- | --------------- | ----- | ----------- | ------- |
| ۳۸   | فنلاند          | ۶/۹۰۰ | ۱           |         |
| ۳۹   | ایرلند          | ۶/۷۰۰ | ۱           |         |
| ۴۰   | بوسنی و هرزگوین | ۶/۶۲۵ | ۱           |         |
| ۴۱   | لتونی           | ۵/۶۲۵ | ۱           |         |
| ۴۲   | استونی          | ۵/۵۰۰ | ۱           |         |
| ۴۳   | لیتوانی         | ۵/۳۷۵ | ۱           |         |
| ۴۴   | مونته‌نگرو       | ۵/۰۰۰ | ۱           |         |
| ۴۵   | گرجستان         | ۵/۰۰۰ | ۱           |         |
| ۴۶   | ارمنستان        | ۴/۸۷۵ | ۱           |         |
| ۴۷   | مالت            | ۴/۵۰۰ | ۱           |         |
| ۴۸   | لوکزامبورگ      | ۴/۳۷۵ | ۱           |         |
| ۴۹   | ایرلند شمالی    | ۴/۲۵۰ | ۱           |         |
| ۵۰   | ولز             | ۳/۸۷۵ | ۱           |         |
| ۵۱   | جزایر فارو      | ۳/۷۵۰ | ۱           |         |
| ۵۲   | جبل الطارق      | ۳/۰۰۰ | ۱           |         |
| ۵۳   | آندورا          | ۱/۳۳۱ | ۱           |         |
| ۵۴   | سن مارینو       | ۰/۴۹۹ | ۱           |         |
| ۵۵   | کوزوو           | ۰/۰۰۰ | ۱           |         |

### توزیع تیم‌ها
در لیست زیر، برنامهٔ توزیع تیم‌ها آمده‌است.
|                                |                                | تیم‌هایی که در این دور حضور دارند                                                                          | تیم‌هایی که از دور قبلی پیش می‌وند                                               |
| ------------------------------ | ------------------------------ | --- | ------------------------------------------------------------------------------ |
| دور مقدماتی (۴ تیم)            | دور مقدماتی (۴ تیم)            | - ۴ قهرمان از اعضای ۵۵–۵۲                                                                                 |                                                                                |
| دور اول مرحله مقدماتی (۳۴ تیم) | دور اول مرحله مقدماتی (۳۴ تیم) | - ۳۱ قهرمان از اعضای ۵۱–۲۰ (به جز لیختن اشتاین)                                                           | - ۱ برنده از دور مقدماتی                                                       |
| دور دوم صعود                   | مسیر قهرمانان (۲۰ تیم)         | - ۴ قهرمان از اعضای ۱۹–۱۶                                                                                 | - ۱۶ برنده از اولین دور مقدماتی                                                |
| دور دوم صعود                   | مسیر لیگ (۴ تیم)               | - ۴ نایب‌قهرمان از اعضای ۱۵–۱۲                                                                             |                                                                                |
| دور سوم مقدماتی                | مسیر قهرمانان (۱۲ تیم)         | - ۲ قهرمان از اعضای ۱۵–۱۴                                                                                 | - ۱۰ برنده از دور دوم صعود (مسیر قهرمانان)                                     |
| دور سوم مقدماتی                | مسیر لیگ (۸ تیم)               | - ۵ نایب‌قهرمان از اعضای ۱۱–۷ - ۱ تیم سوم از اعضای ۶                                                       | - ۲ برنده از دور دوم صعود (مسیر لیگ)                                           |
| دور بازی                       | مسیر قهرمانان (۸ تیم)          | - ۲ قهرمان از اعضای ۱۳–۱۲                                                                                 | - ۶ برنده از دور سوم صعود (مسیر قهرمانان)                                      |
| دور بازی                       | مسیر لیگ (۴ تیم)               | | - ۴ برنده از دور سوم صعود (مسیر لیگ)                                           |
| مرحلهٔ گروهی (۳۲ تیم)           | مرحلهٔ گروهی (۳۲ تیم)           | - ۱۱ قهرمان از اعضای ۱۱–۱ - ۶ نایب‌قهرمان از اعضای ۶–۱ - ۵ تیم سوم از اعضای ۵–۱ - ۴ تیم چهارم از اعضای ۴–۱ | - ۴ برنده از مرحلهٔ پلی-آف (مسیر قهرمانان) - ۲ برنده از مرحلهٔ پلی-آف (مسیر لیگ) |
| مرحلهٔ حذفی (۱۶ تیم)            | مرحلهٔ حذفی (۱۶ تیم)            | | - ۸ گروه برنده از مرحله گروهی - ۸ گروه از مرحله گروهی                          |

در صورتی که قهرمانان لیگ قهرمانان اروپا و/یا لیگ اروپا از طریق لیگ‌های داخلی خود سهمیهٔ حضور در این مسابقات را کسب کنند، تغییراتی در برنامهٔ توزیع پیش‌فرض ایجاد می‌شود. در هر جا در برنامه قهرمانان لیگ قهرمانان اروپا و/یا لیگ اروپا قرار بگیرند، وضعیت تیم‌های اعضای با سطح بالاتر در دورهای قبلی ارتقا می‌یابند.
در لیست دسترسی پیش فرض، دارندگان عنوان قهرمانی لیگ قهرمانان اروپا در مرحله گروهی قرار می‌گیرند. با این حال، از آنجا که دارندگان عنوان قهرمانی لیگ قهرمانان اروپا (لیورپول) از طریق لیگ داخلی خود (به عنوان مقام دوم لیگ برتر ۲۰۱۸–۱۹) کسب کرده‌اند، تغییرات زیر در لیست دسترسی‌ها ایجاد شد:
قهرمانان عضو ۱۱ (اتریش) به جای دور بازی پلی آف وارد مرحله گروهی شدند.
قهرمانان عضو ۱۳ (جمهوری چک) به جای مرحله سوم مقدماتی وارد مرحله پلی آف شدند.
قهرمانان عضو ۱۵ (یونان) به جای دور دوم مقدماتی وارد مرحله سوم مقدماتی شدند.
قهرمانان اعضای ۱۸ و ۱۹ (اسرائیل و قبرس) به جای اولین دور مقدماتی وارد مرحله دوم مقدماتی شدند.
در لیست دسترسی پیش فرض، دارندگان عنوان لیگ اروپا در مرحله گروهی واجد شرایط هستند. اما از آنجا که دارندگان عنوان لیگ اروپا (چلسی) از طریق لیگ داخلی خود (به عنوان مقام سوم در لیگ برتر ۲۰۱۸–۱۹۱۹) برای مرحله گروهی واجد شرایط شدند، تغییرات زیر در لیست دسترسی ایجاد شد:
تیم رتبه سوم عضو ۵ (فرانسه) به جای مرحله سوم مقدماتی، وارد مرحله گروهی شد.
تیم‌های اعضای ۱۰ و ۱۱ (ترکیه و اتریش) به جای دور دوم مقدماتی وارد مرحله سوم مقدماتی شدند.
- یک عضو ممکن است حداکثر پنج تیم در لیگ قهرمانان داشته باشد.[۵] بنابراین، اگر قهرمانان لیگ قهرمانان اروپا و قهرمانان لیگ اروپا از همان ترکیب چهار سهمیه از لیگ داخلی خود خارج شوند، تیم چهارم لیگ در لیگ قهرمانان رقابت نخواهد کرد و به جای آن در لیگ اروپا به رقابت خواهد پرداخت.

### تیم‌ها
موقعیت تیم‌ها در لیگ کشورشان در فصل قبل، داخل پرانتز درج شده‌است. (TH: دارندگان عنوان قهرمانی لیگ قهرمانان اروپا؛ EL: دارندگان عنوان لیگ اروپا).
| ٰلیورپول قهرمان (دوم) | تاتنهام (چهارم)     | لایپزیگ (سوم)        | بنفیکا (اول)        |
| ٰچلسی قهرمان (سوم)    | یوونتوس (اول)       | لورکوزن (چهارم)      | شاختار دونتسک (اول) |
| بارسلونا (اول)       | ناپولی (دوم)        | پاری سن ژرمن (اول)   | خنک (اول)           |
| اتلتیکو مادرید (دوم) | آتالانتا (سوم)      | لیل (دوم)            | گالاتاسرای (اول)    |
| رئال مادرید (سوم)    | اینتر میلان (چهارم) | لیون (سوم)           | سالزبورگ (اول)      |
| والنسیا (چهارم)      | بایرن مونیخ (اول)   | زنیت (اول)           |                     |
| منچستر سیتی (اول)    | دورتموند (دوم)      | لوکوموتیو مسکو (دوم) |                     |

| مسیر قهرمانان   | مسیر قهرمانان      | مسیر لیگ | مسیر لیگ |
| --------------- | ------------------ | -------- | -------- |
| یانگ بویز (اول) | اسلاویا پراگ (اول) |          |          |

| مسیر قهرمانان    | مسیر قهرمانان | مسیر لیگ        | مسیر لیگ         |
| ---------------- | ------------- | --------------- | ---------------- |
| آژاکس (اول)      | پائوک (اول)   | کراسنودار (سوم) | کلوب بروژ (دوم)  |
|                  |               | پورتو (دوم)     | باشاک شهیر (دوم) |
| دینامو کیف (دوم) | لاسک (دوم)    |                 |                  |

| مسیر قهرمانان      | مسیر قهرمانان | مسیر لیگ           | مسیر لیگ        |
| ------------------ | ------------- | ------------------ | --------------- |
| دینامو زاگرب (اول) | مکابی (اول)   | بازل (دوم)         | آیندهوون (دوم)  |
| کپنهاگن (اول)      | آپوئل (اول)   | اسلاویا پراگ (دوم) | المپیاکوس (دوم) |

| کلوژ (اول)        | آستانه (اول)            | اشکندیا (اول)    | تفلیس (اول)          |
| پیاست (اول)       | روزنبورگ (اول)          | هلسینکی (اول)    | آرارات (اول)         |
| آی‌ای‌کی (اول)      | ماریبور (اول)           | دانداک (اول)     | والتا (اول)          |
| قره‌باغ (اول)      | اسلوان براتیسلاوا (اول) | سارایوو (اول)    | اف۹۱ دودلانژ (اول)   |
| لودوگورتس (اول)   | شریف (اول)              | ریگا (اول)       | لینفیلد (اول)        |
| ستاره سرخ (اول)   | پارتیزان تیرانا (اول)   | نومه کالیو (اول) | نیو سنتس (اول)       |
| سلتیک (اول)       | والور (اول)             | سودووا (اول)     | هاونر بولتفلاگ (اول) |
| باته بوریسف (اول) | فرنتس‌واروش (اول)        | سوتیسکا (اول)    |                      |

| لینکلن (اول) | سانتا کولوما (اول) | تری پن (اول) | فرونیکلی (اول) |

## تاریخ بازی‌ها و قرعه کشی
برنامه‌های این رقابت به شرح زیر است (کلیه قرعه کشی‌ها بجز مواردی که ذکر می‌شوند در دفتر مرکزی یوفا در نیون، سوئیس برگزار می‌شود)
| مرحله       | دور             | تاریخ قرعه کشی       | بازی رفت                                      | بازی برگشت                                    |
| ----------- | --------------- | -------------------- | --------------------------------------------- | --------------------------------------------- |
| انتخابی     | دور مقدماتی     | ۱۱ ژوئن ۲۰۱۹         | ۲۵ ژوئن ۲۰۱۹ (دور نیمه نهایی)                 | ۲۸ ژوئن ۲۰۱۹ (دور نهایی)                      |
| انتخابی     | دور اول انتخابی | ۱۸ ژوئن ۲۰۱۹         | ۹–۱۰ ژوئیه ۲۰۱۹                               | ۱۶–۱۷ ژوئیه ۲۰۱۹                              |
| انتخابی     | دور دوم انتخابی | ۱۹ ژوئن ۲۰۱۹         | ۲۳–۲۴ ژوئیه ۲۰۱۹                              | ۳۰–۳۱ ژوئیه ۲۰۱۹                              |
| انتخابی     | دور سوم انتخابی | ۲۲ ژوئیه ۲۰۱۹        | ۶–۷ اوت ۲۰۱۹                                  | ۱۳ اوت ۲۰۱۹                                   |
| پی آف       | دور پلی آف      | ۵ اوت ۲۰۱۹           | ۲۰–۲۱ اوت ۲۰۱۹                                | ۲۷–۲۸ اوت ۲۰۱۹                                |
| مرحله گروهی | هفته ۱          | ۲۹ اوت ۲۰۱۹ (موناکو) | ۱۷–۱۸ سپتامبر ۲۰۱۹                            | ۱۷–۱۸ سپتامبر ۲۰۱۹                            |
| مرحله گروهی | هفته ۲          | ۲۹ اوت ۲۰۱۹ (موناکو) | ۱–۲ اکتبر ۲۰۱۹                                | ۱–۲ اکتبر ۲۰۱۹                                |
| مرحله گروهی | هفته ۳          | ۲۹ اوت ۲۰۱۹ (موناکو) | ۲۲–۲۳ اکتبر ۲۰۱۹                              | ۲۲–۲۳ اکتبر ۲۰۱۹                              |
| مرحله گروهی | هفته ۴          | ۲۹ اوت ۲۰۱۹ (موناکو) | ۶–۵ نوامبر ۲۰۱۹                               | ۶–۵ نوامبر ۲۰۱۹                               |
| مرحله گروهی | هفته ۵          | ۲۹ اوت ۲۰۱۹ (موناکو) | ۲۶–۲۷ نوامبر ۲۰۱۹                             | ۲۶–۲۷ نوامبر ۲۰۱۹                             |
| مرحله گروهی | هفته ۶          | ۲۹ اوت ۲۰۱۹ (موناکو) | ۱۱–۱۲ دسامبر ۲۰۱۹                             | ۱۱–۱۲ دسامبر ۲۰۱۹                             |
| مرحله حذفی  | یک‌هشتم نهایی    | ۱۶ دسامبر ۲۰۱۹       | ۱۸–۱۹ و ۲۵–۲۶ فوریه ۲۰۲۰                      | ۱۰–۱۱ مارس و ۷–۸ اوت ۲۰۲۰                     |
| مرحله حذفی  | یک چهارم نهایی  | ۱۰ ژوئیه ۲۰۲۰        | ۱۲–۱۵ اوت ۲۰۲۰                                | ۱۲–۱۵ اوت ۲۰۲۰                                |
| مرحله حذفی  | نیمه نهایی      | ۱۰ ژوئیه ۲۰۲۰        | ۱۸–۱۹ اوت ۲۰۲۰                                | ۱۸–۱۹ اوت ۲۰۲۰                                |
| مرحله حذفی  | فینال           | ۱۰ ژوئیه ۲۰۲۰        | ۲۳ اوت ۲۰۲۰ در ورزشگاه استادیو دا لوز، لیسبون | ۲۳ اوت ۲۰۲۰ در ورزشگاه استادیو دا لوز، لیسبون |

1. ↑  هفته دوم مسابقات در ابتدا برای ۱۷–۱۸ مارس ۲۰۲۰ برنامه‌ریزی شده‌بود.
2. ↑  دور رفت یک‌چهارم نهایی در ابتدا برای ۷–۸ آوریل، و دور برگشت برای ۱۴–۱۵ آوریل ۲۰۲۰ برنامه‌ریزی شده‌بود.
3. ↑  دور رفت نیمه نهایی در ابتدا برای ۲۸–۲۹ آوریل، و دور برگشت برای ۵–۶ مه ۲۰۲۰ برنامه‌ریزی شده‌بود.
4. ↑  فینال در ابتدا برای ۳۰ مه ۲۰۲۰ برنامه‌ریزی شده‌بود.

## دور مقدماتی
در دورهای مقدماتی و مرحله پلی‌آف، تیم‌ها براساس ضریب یوفا در سال ۲۰۱۹، به ترتیب به تیم‌های سیدبندی شده و سیدبندی نشده تقسیم شدند. و سپس راهی مسابقات نیمه نهایی و پایانی تک حذفی شدند. بازنده‌های هر دو مسابقه نیمه‌نهایی و نهایی راهی دور دوم مقدماتی لیگ اروپا ۲۰–۲۰۱۹ شدند.
قرعه کشی مرحله مقدماتی در تاریخ ۱۱ ژوئن ۲۰۱۹، ساعت ۱۲:۰۰ به وقت CEST، جهت مشخص شدن تیم‌های دیدارهای مرحله نیمه نهایی و تیم‌های میزبان هر کدام از مراحل نیمه نهایی و نهایی برگزار شد. مرحله نیمه نهایی در ۲۵ ژوئن و دور نهایی در ۲۸ ژوئن ۲۰۱۹ در ورزشگاه فاضل وکری در پریشتینا، کوزوو برگزار شد.
| تیم ۱    | نتیجه | تیم ۲        |
| -------- | ----- | ------------ |
| فرونیکلی | ۱–۰   | لینکلن       |
| تری پن   | ۰–۱   | سانتا کولوما |

| تیم ۱    | نتیجه | تیم ۲        |
| -------- | ----- | ------------ |
| فرونیکلی | ۲–۱   | سانتا کولوما |

## گروه‌بندی
قرعه کشی مرحله گروهی در تاریخ ۲۹ اوت ۲۰۱۹، ساعت ۱۸:۰۰ CEST، در تالار گفتگوی گریمالدی در موناکو برگزار شد. ۳۲ تیم به هشت گروه ۴ تیمی تقسیم شدند، با این محدودیت که تیم‌های هر اتحادیه نمی‌توانند در یک گروه قرار گیرند، تیم‌ها بر اساس اصول زیر در چهار گلدان قرار گرفتند:
گلدان ۱ شامل دارندگان عنوان قهرمانی لیگ قهرمانان اروپا و اروپا و قهرمان شش لیگ برتر بر اساس ضرایب کشور ۲۰۱۸ یوفا است. اگر یک یا هر دو صاحب عنوان یکی از قهرمانان شش لیگ برتر باشند، قهرمان لیگ‌های برتر رتبه برتر بعدی نیز در گلدان ۱ قرار می‌گیرند.
گلدان‌های شماره ۲، ۳ و ۴ تیم‌های باقی مانده را دارند که بر اساس ضرایب باشگاه ۲۰۱۹ یوفا آنها بکار می‌روند.
در هر گروه، تیم‌ها در قالب روبن دور به مصاف خانه و خارج از خانه می‌روند. تیم‌های اول و دوم این گروه‌ها به دور یک شانزدهم راه پیدا می‌کنند، در حالی که تیم‌های رتبه سوم به دور یک سی و دوم لیگ اروپا ۲۰–۲۰۱۹ راه پیدا می‌کنند. روزهای مسابقه ۱۷ تا ۱۸ سپتامبر، ۱–۲ اکتبر، ۲۲ تا ۲۳ اکتبر، ۵–۶ نوامبر، ۲۶ تا ۲۷ نوامبر و ۱۰–۱۱ سپتامبر ۲۰۱۹ است.
تیم‌های جوانان باشگاه‌های راه یافته به مرحله گروهی نیز در همان روزهای بازی، در لیگ جوانان اروپا شرکت می‌کنند.
در مجموع ۱۶ اتحادیه ملی در مرحله گروهی حضور دارند. آتالانتا اولین بازی تاریخ خود در لیگ قهرمانان را در مرحله گروهی انجام داد.

## نحوه برگزاری
در هر گروه، تیم‌ها به صورت رقابت‌های دوره‌ای با یکدیگر دیدار می‌کنند و تیم اول و دوم هر گروه به مرحلهٔ حذفی، یعنی مرحله یک‌هشتم نهایی صعود می‌کند. تیم سوم هر گروه نیز به مرحلهٔ یک‌شانزدهم نهایی لیگ اروپا ۲۰–۲۰۱۹ راه می‌یابد.

### نکات
تیمها بر اساس امتیازهای کسب‌شده (۳ امتیاز برای هر برد، ۱ امتیاز برای هر تساوی، ۰ امتیاز برای باخت) رتبه‌بندی می‌شوند. اگر امتیازها برابر باشند، برای تعیین رتبه‌بندی از معیارهای پیروزی زیر، به ترتیب مشخص شده استفاده می‌شود (ماده ۱۷٫۰۱ آئین‌نامه):
1. امتیاز کسب شده در مسابقات رو در رو، در بین تیم‌های با امتیاز برابر.
2. تفاضل گل در مسابقات رو در رو در بین تیم‌های با امتیاز برابر.
3. گل زده در مسابقات رو در رو در بین تیم‌های با امتیاز برابر.
4. گل زده در خانه حریف در بازی‌های رو در رو در بین تیم‌های با امتیاز برابر.
5. اگر بیش از دو تیم امتیاز برابر داشتند، و پس از اعمال تمام معیارهای بالا، هنوز شرایط برابر حاکم باشد، تمام معیارهای رو در روی بالا به صورت انحصاری برای این زیر مجموعه از تیم‌ها اعمال می‌شوند.
6. تفاضل گل در تمام مسابقات گروهی.
7. گل زده در تمام مسابقات گروهی.
8. گل زده در خانه حریف در همه مسابقات گروهی.
9. تعداد برد در همه مسابقات گروهی.
10. تعداد برد خارج از خانه در همه مسابقات گروهی.
11. امتیازهای انضباطی (کارت قرمز = ۳ امتیاز، کارت زرد = ۱ امتیاز، اخراج برای دو کارت زرد در هر مسابقه = ۳ امتیاز).
12. ضریب یوفا.

## مرحله گروهی
روزهای برگزاری مسابقات ۱۷–۱۸ سپتامبر، ۱–۲ اکتبر، ۲۲ تا ۲۳ اکتبر، ۵–۶ نوامبر، ۲۶–۲۷ نوامبر و ۱۰–۱۱ دسامبر ۲۰۱۹ است.

### گروه A
| رتبه | تیم          | بازی | ب | م | ش | گ‌ز | گ‌خ | ت   | ام | راه‌یابی             |
| ---- | ------------ | ---- | - | - | - | -- | -- | --- | -- | ------------------- |
| ۱    | پاری سن ژرمن | ۶    | ۵ | ۱ | ۰ | ۱۷ | ۲  | ۱۵+ | ۱۶ | صعود به مرحله حذفی  |
| ۲    | رئال مادرید  | ۶    | ۳ | ۲ | ۱ | ۱۴ | ۸  | ۶+  | ۱۱ | صعود به مرحله حذفی  |
| ۳    | کلوب بروژ    | ۶    | ۰ | ۳ | ۳ | ۴  | ۱۲ | -۸  | ۳  | انتقال به لیگ اروپا |
| ۴    | گالاتاسرای   | ۶    | ۰ | ۲ | ۴ | ۱  | ۱۴ | ۱۳- | ۲  |                     |

| کلوب بروژ | ۰–۰        | گالاتاسرای |
| --------- | ---------- | ---------- |
|           | گزارش بازی |            |

| پاری سن ژرمن                      | ۳–۰        | رئال مادرید |
| --------------------------------- | ---------- | ----------- |
| - دی ماریا ۱۴'، ۳۳' - مونیر ۹۰+۱' | گزارش بازی |             |

| رئال مادرید               | ۲–۲        | کلوب بروژ      |
| ------------------------- | ---------- | -------------- |
| - راموس ۵۵' - کاسمیرو ۸۵' | گزارش بازی | - دنیس ۹'، ۳۹' |

| گالاتاسرای | ۰–۱        | پاری سن ژرمن  |
| ---------- | ---------- | ------------- |
|            | گزارش بازی | - ایکاردی ۵۲' |

| گالاتاسرای | ۰–۱        | رئال مادرید |
| ---------- | ---------- | ----------- |
|            | گزارش بازی | - کروس ۱۸'  |

| کلوب بروژ | ۰–۵        | پاری سن ژرمن                             |
| --------- | ---------- | ---------------------------------------- |
|           | گزارش بازی | - ایکاردی ۷'، ۶۳' - ام‌باپه ۶۱'، ۷۹'، ۸۳' |

| رئال مادرید                                            | ۶–۰        | گالاتاسرای |
| ------------------------------------------------------ | ---------- | ---------- |
| - گوئس ۴'، ۷'، ۹۰+۲' - راموس ۱۴' (پ.) - بنزما ۴۵'، ۸۱' | گزارش بازی |            |

| پاری سن ژرمن  | ۱–۰        | گالاتاسرای |
| ------------- | ---------- | ---------- |
| - ایکاردی ۲۲' | گزارش بازی |            |

| گالاتاسرای | ۱–۱        | کلوب بروژ      |
| ---------- | ---------- | -------------- |
| - بیوک ۱۱' | گزارش بازی | - دیاتا ۹۰+۲'' |

| رئال مادرید      | ۲–۲        | پاری سن ژرمن               |
| ---------------- | ---------- | -------------------------- |
| - بنزما ۱۷'، ۷۹' | گزارش بازی | - امباپه ۸۱' - سارابیا ۸۳' |

| کلوب بروژ    | ۱–۳        | رئال مادرید                                 |
| ------------ | ---------- | ------------------------------------------- |
| - واناکن ۵۵' | گزارش بازی | - رودریگو ۵۳' - وینیسیوس ۶۴' - مودریچ ۹۰+۱' |

| پاری سن ژرمن                                                           | ۵–۰        | گالاتاسرای |
| ---------------------------------------------------------------------- | ---------- | ---------- |
| - ایکاردی ۳۲' - سارابیا ۳۵' - نیمار ۴۶' - امباپه ۶۳' - کاوانی ۸۴' (پ.) | گزارش بازی |            |

### گروه B
| رتبه | تیم              | بازی | ب | م | ش | گ‌ز | گ‌خ | ت   | ام | راه‌یابی             |
| ---- | ---------------- | ---- | - | - | - | -- | -- | --- | -- | ------------------- |
| ۱    | بایرن مونیخ      | ۶    | ۶ | ۰ | ۰ | ۲۴ | ۵  | ۱۹+ | ۱۸ | صعود به مرحله حذفی  |
| ۲    | تاتنهام          | ۶    | ۳ | ۱ | ۲ | ۱۸ | ۱۴ | ۴+  | ۱۰ | صعود به مرحله حذفی  |
| ۳    | المپیاکوس        | ۶    | ۱ | ۱ | ۴ | ۸  | ۱۴ | -۶  | ۴  | انتقال به لیگ اروپا |
| ۴    | ستاره سرخ بلگراد | ۶    | ۱ | ۰ | ۵ | ۳  | ۲۰ | ۱۷- | ۳  |                     |

| المپیاکوس                       | ۲–۲        | تاتنهام                   |
| ------------------------------- | ---------- | ------------------------- |
| - پودنس ۴۴' - والبوئنا ۵۴' (پ.) | گزارش بازی | - کین ۲۶' (پ.) - مورا ۳۰' |

| بایرن مونیخ                               | ۳–۰        | ستاره سرخ بلگراد |
| ----------------------------------------- | ---------- | ---------------- |
| - کومان ۳۴' - لواندوفسکی ۸۰' - مولر ۹۰+۱' | گزارش بازی |                  |

| ستاره سرخ بلگراد                                     | ۳–۱        | المپیاکوس  |
| ---------------------------------------------------- | ---------- | ---------- |
| - میلوش وولیچ ۶۲' - نمانیا میلونوویچ ۸۷' - بواکی ۹۰' | گزارش بازی | - سمدو ۳۷' |

| تاتنهام                            | ۲–۷        | بایرن مونیخ                                                   |
| ---------------------------------- | ---------- | ------------------------------------------------------------- |
| - سون هیونگ-مین ۱۲' - کین ۶۱' (پ.) | گزارش بازی | - کیمیش ۱۵' - لواندوفسکی ۴۵'، ۸۷' - گنابری ۵۳'، ۵۵'، ۸۳'، ۸۸' |

| تاتنهام                                            | ۵–۰        | ستاره سرخ بلگراد |
| -------------------------------------------------- | ---------- | ---------------- |
| - کین ۹'، ۷۲' - سون هیونگ-مین ۱۶'، ۴۴' - لاملا ۵۷' | گزارش بازی |                  |

| المپیاکوس                   | ۲–۳        | بایرن مونیخ                        |
| --------------------------- | ---------- | ---------------------------------- |
| - العربی ۲۳' - گوئیلهرم ۷۹' | گزارش بازی | - لواندوفسکی ۳۴'، ۶۲' - تولیسو ۷۵' |

| بایرن مونیخ                   | ۲–۰        | المپیاکوس |
| ----------------------------- | ---------- | --------- |
| - لواندوفسکی ۶۹' - پریشیچ ۸۹' | گزارش بازی |           |

| ستاره سرخ بلگراد | ۰–۴        | تاتنهام                                             |
| ---------------- | ---------- | --------------------------------------------------- |
|                  | گزارش بازی | - لو سلسو ۳۴' - سون هیونگ-مین ۵۷'، ۶۱' - اریکسن ۸۵' |

| تاتنهام                                | ۴–۲        | المپیاکوس              |
| -------------------------------------- | ---------- | ---------------------- |
| - الی ۴۵+۱' - کین ۵۰'، ۷۷' - اوریه ۷۳' | گزارش بازی | - العربی ۶' - سمدو ۱۹' |

| ستاره سرخ بلگراد | ۰–۶        | بایرن مونیخ                                                     |
| ---------------- | ---------- | --------------------------------------------------------------- |
|                  | گزارش بازی | - گورتزکا ۱۴' - لواندوفسکی ۵۳' (پ.)، ۶۰'، ۶۴'، ۶۸' - تولیسو ۸۹' |

| المپیاکوس         | ۱–۰        | ستاره سرخ بلگراد |
| ----------------- | ---------- | ---------------- |
| - العربی ۸۷' (پ.) | گزارش بازی |                  |

| بایرن مونیخ                          | ۳–۱        | تاتنهام      |
| ------------------------------------ | ---------- | ------------ |
| - کومان ۱۴' - مولر ۴۵' - کوتینیو ۶۴' | گزارش بازی | - سسنیون ۲۰' |

### گروه C
| رتبه | تیم           | بازی | ب | م | ش | گ‌ز | گ‌خ | ت   | ام | راه‌یابی             |
| ---- | ------------- | ---- | - | - | - | -- | -- | --- | -- | ------------------- |
| ۱    | منچستر سیتی   | ۶    | ۴ | ۲ | ۰ | ۱۶ | ۴  | ۱۲+ | ۱۴ | صعود به مرحله حذفی  |
| ۲    | آتالانتا      | ۶    | ۲ | ۱ | ۳ | ۸  | ۱۲ | -۴  | ۷  | صعود به مرحله حذفی  |
| ۳    | شاختار دونتسک | ۶    | ۱ | ۳ | ۲ | ۸  | ۱۳ | -۵  | ۶  | انتقال به لیگ اروپا |
| ۴    | دینامو زاگرب  | ۶    | ۱ | ۲ | ۳ | ۱۰ | ۱۳ | ۳-  | ۵  |                     |

| شاختار دونتسک | ۰–۳        | منچستر سیتی                          |
| ------------- | ---------- | ------------------------------------ |
|               | گزارش بازی | - محرز ۲۴' - گوندوغان ۳۸' - ژسوس ۷۶' |

| دینامو زاگرب                        | ۴–۰        | آتالانتا |
| ----------------------------------- | ---------- | -------- |
| - لئوواچ ۱۰' - اورشیچ ۳۱'، ۴۲'، ۶۸' | گزارش بازی |          |

| آتالانتا     | ۱–۲        | شاختار دونتسک               |
| ------------ | ---------- | --------------------------- |
| - زاپاتا ۲۸' | گزارش بازی | - مورائس ۴۱' - سلیمان ۹۰+۵' |

| منچستر سیتی                 | ۲–۰        | دینامو زاگرب |
| --------------------------- | ---------- | ------------ |
| - استرلینگ ۶۶' - فودن ۹۰+۵' | گزارش بازی |              |

| شاختار دونتسک                | ۲–۲        | دینامو زاگرب                  |
| ---------------------------- | ---------- | ----------------------------- |
| - کونوپلیانکا ۱۶' - دودو ۷۵' | گزارش بازی | - اولمو ۲۵' - اورشیچ ۶۰' (پ.) |

| منچستر سیتی                                     | ۵–۱        | آتالانتا              |
| ----------------------------------------------- | ---------- | --------------------- |
| - آگوئرو ۳۴'، ۳۸' (پ.) - استرلینگ ۵۸'، ۶۴'، ۶۹' | گزارش بازی | - مالینووسکی ۲۸' (پ.) |

| آتالانتا      | ۱–۱        | منچستر سیتی   |
| ------------- | ---------- | ------------- |
| - پاشالیچ ۴۹' | گزارش بازی | - استرلینگ ۷' |

| دینامو زاگرب                             | ۳–۳        | شاختار دونتسک                                |
| ---------------------------------------- | ---------- | -------------------------------------------- |
| - پتکوویچ ۲۵' - ایوانوویچ ۸۳' - آدمی ۸۹' | گزارش بازی | - پاتریک ۱۳' - مورائس ۹۰+۳' - تته ۹۰+۸' (پ.) |

| منچستر سیتی    | ۱–۱        | شاختار دونتسک |
| -------------- | ---------- | ------------- |
| - گوندوغان ۵۶' | گزارش بازی | - سلیمان ۶۹'  |

| آتالانتا                    | ۲–۰        | دینامو زاگرب |
| --------------------------- | ---------- | ------------ |
| - موریل ۲۷' (پ.) - گومز ۴۷' | گزارش بازی |              |

| شاختار دونتسک | ۰–۳        | آتالانتا                                   |
| ------------- | ---------- | ------------------------------------------ |
|               | گزارش بازی | - کاستانیه ۶۶' - پاشالیچ ۸۰' - گوسنس ۹۰+۴' |

| دینامو زاگرب | ۱–۴        | منچستر سیتی                     |
| ------------ | ---------- | ------------------------------- |
| - اولمو ۱۰'  | گزارش بازی | - ژسوس ۳۴'، ۵۰'، ۵۴' - فودن ۸۴' |

### گروه D
| رتبه | تیم            | بازی | ب | م | ش | گ‌ز | گ‌خ | ت  | ام | راه‌یابی             |
| ---- | -------------- | ---- | - | - | - | -- | -- | -- | -- | ------------------- |
| ۱    | یوونتوس        | ۶    | ۵ | ۱ | ۰ | ۱۲ | ۴  | ۸+ | ۱۶ | صعود به مرحله حذفی  |
| ۲    | اتلتیکو مادرید | ۶    | ۳ | ۱ | ۳ | ۸  | ۵  | ۳+ | ۱۰ | صعود به مرحله حذفی  |
| ۳    | بایرلورکوزن    | ۶    | ۲ | ۰ | ۴ | ۵  | ۹  | -۴ | ۶  | انتقال به لیگ اروپا |
| ۴    | لوکوموتیو مسکو | ۶    | ۱ | ۰ | ۵ | ۴  | ۱۱ | -۷ | ۳  |                     |

| اتلتیکو مادرید         | ۲–۲        | یوونتوس                      |
| ---------------------- | ---------- | ---------------------------- |
| - ساویچ ۷۰' - هررا ۹۰' | گزارش بازی | - کوادرادو ۴۸' - ماتویدی ۶۵' |

| بایرلورکوزن        | ۱–۲        | لوکوموتیو مسکو                |
| ------------------ | ---------- | ----------------------------- |
| - هوودس ۲۵' (گ.خ.) | گزارش بازی | - کریهوویاک ۱۶' - بارینوف ۳۷' |

| لوکوموتیو مسکو | ۰–۲        | اتلتیکو مادرید          |
| -------------- | ---------- | ----------------------- |
|                | گزارش بازی | - فلیکس ۴۸' - پارتی ۵۸' |

| یوونتوس                                     | ۳–۰        | بایرلورکوزن |
| ------------------------------------------- | ---------- | ----------- |
| - ایگواین ۱۷' - برناردسکی ۶۲' - رونالدو ۸۹' | گزارش بازی |             |

| اتلتیکو مادرید | ۱–۰        | بایرلورکوزن |
| -------------- | ---------- | ----------- |
| - موراتا ۷۸'   | گزارش بازی |             |

| یوونتوس           | ۲–۱        | لوکوموتیو مسکو |
| ----------------- | ---------- | -------------- |
| - دیبالا ۷۷'، ۷۹' | گزارش بازی | - میرانچوک ۳۰' |

| لوکوموتیو مسکو | ۱–۲        | یوونتوس                 |
| -------------- | ---------- | ----------------------- |
| - میرانچوک ۱۲' | گزارش بازی | - رمزی ۴' - کاستا ۹۰+۳' |

| بایرلورکوزن                     | ۲–۱        | اتلتیکو مادرید |
| ------------------------------- | ---------- | -------------- |
| - پارتی ۴۱' (گ.خ.) - فولاند ۵۵' | گزارش بازی | - موراتا ۹۰+۴' |

| لوکوموتیو مسکو | ۰–۲        | بایرلورکوزن                         |
| -------------- | ---------- | ----------------------------------- |
|                | گزارش بازی | - ژمالیتدینوف ۱۱' (گ.خ.) - بندر ۵۴' |

| یوونتوس        | ۱–۰        | اتلتیکو مادرید |
| -------------- | ---------- | -------------- |
| - دیبالا ۴۵+۲' | گزارش بازی |                |

| اتلتیکو مادرید               | ۲–۰        | لوکوموتیو مسکو |
| ---------------------------- | ---------- | -------------- |
| - فلیکس ۱۷' (پ.) - فلیپه ۵۴' | گزارش بازی |                |

| بایرلورکوزن | ۰–۲        | یوونتوس                       |
| ----------- | ---------- | ----------------------------- |
|             | گزارش بازی | - رونالدو ۷۵' - ایگواین ۹۰+۲' |

### گروه E
| رتبه | تیم            | بازی | ب | م | ش | گ‌ز | گ‌خ | ت   | ام | راه‌یابی             |
| ---- | -------------- | ---- | - | - | - | -- | -- | --- | -- | ------------------- |
| ۱    | لیورپول        | ۶    | ۴ | ۱ | ۱ | ۱۳ | ۸  | ۵+  | ۱۳ | صعود به مرحله حذفی  |
| ۲    | ناپولی         | ۶    | ۳ | ۳ | ۰ | ۱۱ | ۴  | ۷+  | ۱۲ | صعود به مرحله حذفی  |
| ۳    | ردبول سالزبورگ | ۶    | ۲ | ۱ | ۳ | ۱۶ | ۱۳ | ۳+  | ۷  | انتقال به لیگ اروپا |
| ۴    | خنک            | ۶    | ۰ | ۱ | ۵ | ۵  | ۲۰ | -۱۵ | ۱  |                     |

| ردبول سالزبورگ                                                      | ۶–۲        | خنک                       |
| ------------------------------------------------------------------- | ---------- | ------------------------- |
| - هالند ۲'، ۳۴'، ۴۵' - هانگ هی چان ۳۶' - سوبوسلای ۴۵+۲' - اولمر ۶۶' | گزارش بازی | - لوکومی ۴۰' - ساماتا ۵۲' |

| ناپولی                          | ۲–۰        | لیورپول |
| ------------------------------- | ---------- | ------- |
| - مرتنز ۸۲' (پ.) - یورنته ۹۰+۲' | گزارش بازی |         |

| خنک | ۰–۰        | ناپولی |
| --- | ---------- | ------ |
|     | گزارش بازی |        |

| لیورپول                                  | ۴–۳        | ردبول سالزبورگ                       |
| ---------------------------------------- | ---------- | ------------------------------------ |
| - مانه ۹' - رابرتسون ۲۵' - صلاح ۳۶'، ۶۹' | گزارش بازی | - چان ۳۹' - مینامینو ۵۶' - هالند ۶۰' |

| خنک        | ۱–۴        | لیورپول                                 |
| ---------- | ---------- | --------------------------------------- |
| - اودی ۸۸' | گزارش بازی | - چمبرلین ۲'، ۵۷' - مانه ۷۷' - صلاح ۸۷' |

| ردبول سالزبورگ        | ۲–۳        | ناپولی                          |
| --------------------- | ---------- | ------------------------------- |
| - هالند ۴۰' (پ.)، ۷۲' | گزارش بازی | - مرتنز ۱۷'، ۶۴' - اینسینیه ۷۳' |

| لیورپول                       | ۲–۱        | خنک          |
| ----------------------------- | ---------- | ------------ |
| - واینالدوم ۱۴' - چمبرلین ۵۳' | گزارش بازی | - ساماتا ۴۱' |

| ناپولی       | ۱–۱        | ردبول سالزبورگ   |
| ------------ | ---------- | ---------------- |
| - لوزانو ۴۴' | گزارش بازی | - هالند ۱۱' (پ.) |

| خنک          | ۱–۴        | ردبول سالزبورگ                                          |
| ------------ | ---------- | ------------------------------------------------------- |
| - ساماتا ۸۵' | گزارش بازی | - داکا ۴۳' - مینامینو ۴۵' - هانگ هی چان ۶۹' - هالند ۸۷' |

| لیورپول     | ۱–۱        | ناپولی      |
| ----------- | ---------- | ----------- |
| - لوورن ۶۵' | گزارش بازی | - مرتنز ۲۱' |

| ردبول سالزبورگ | ۰–۲        | لیورپول               |
| -------------- | ---------- | --------------------- |
|                | گزارش بازی | - کیتا ۵۷' - صلاح ۵۸' |

| ناپولی                                     | ۴–۰        | خنک |
| ------------------------------------------ | ---------- | --- |
| - میلیک ۳'، ۲۶'، ۳۸' (پ.) - مرتنز ۷۵' (پ.) | گزارش بازی |     |

### گروه F
| رتبه | تیم          | بازی | ب | م | ش | گ‌ز | گ‌خ | ت  | ام | راه‌یابی             |
| ---- | ------------ | ---- | - | - | - | -- | -- | -- | -- | ------------------- |
| ۱    | بارسلونا     | ۶    | ۴ | ۲ | ۰ | ۹  | ۴  | ۵+ | ۱۴ | صعود به مرحله حذفی  |
| ۲    | دورتموند     | ۶    | ۳ | ۱ | ۲ | ۸  | ۸  | ۰  | ۱۰ | صعود به مرحله حذفی  |
| ۳    | اینتر میلان  | ۶    | ۲ | ۱ | ۳ | ۱۰ | ۹  | ۱  | ۷  | انتقال به لیگ اروپا |
| ۴    | اسلاویا پراگ | ۶    | ۰ | ۲ | ۴ | ۴  | ۱۰ | -۶ | ۲  |                     |

| اینتر میلان   | ۱–۱        | اسلاویا پراگ    |
| ------------- | ---------- | --------------- |
| - بارلا ۹۰+۲' | گزارش بازی | - اولایینکا ۶۳' |

| بروسیا دورتموند | ۰–۰        | بارسلونا |
| --------------- | ---------- | -------- |
|                 | گزارش بازی |          |

| اسلاویا پراگ | ۰–۲        | بروسیا دورتموند  |
| ------------ | ---------- | ---------------- |
|              | گزارش بازی | - حکیمی ۳۵'، ۸۹' |

| بارسلونا         | ۲–۱        | اینتر میلان  |
| ---------------- | ---------- | ------------ |
| - سوارز ۵۸'، ۸۴' | گزارش بازی | - مارتینس ۳' |

| اسلاویا پراگ | ۱–۲        | بارسلونا                        |
| ------------ | ---------- | ------------------------------- |
| - بوریل ۵۰'  | گزارش بازی | - مسی ۳' - اولایینکا ۵۷' (گ.خ.) |

| اینتر میلان                 | ۲–۰        | بروسیا دورتموند |
| --------------------------- | ---------- | --------------- |
| - مارتینس ۲۲' - کاندروا ۸۹' | گزارش بازی |                 |

| بارسلونا | ۰–۰        | اسلاویا پراگ |
| -------- | ---------- | ------------ |
|          | گزارش بازی |              |

| بروسیا دورتموند             | ۳–۲        | اینتر میلان              |
| --------------------------- | ---------- | ------------------------ |
| - حکیمی ۵۱'، ۷۷' - برنت ۶۴' | گزارش بازی | - مارتینس ۵' - وسینو ۴۰' |

| اسلاویا پراگ      | ۱–۳        | اینتر میلان                     |
| ----------------- | ---------- | ------------------------------- |
| - Souček ۳۷' (پ.) | گزارش بازی | - مارتینس ۱۹'، ۸۸' - لوکاکو ۸۱' |

| بارسلونا                           | ۳–۱        | بروسیا دورتموند |
| ---------------------------------- | ---------- | --------------- |
| - سوارز ۲۹' - مسی ۳۳' - گریزمن ۶۷' | گزارش بازی | - سانچو ۷۷'     |

| اینتر میلان  | ۱–۲        | بارسلونا             |
| ------------ | ---------- | -------------------- |
| - لوکاکو ۴۴' | گزارش بازی | - پرز ۲۳' - فاتی ۸۶' |

| بروسیا دورتموند        | ۲–۱        | اسلاویا پراگ |
| ---------------------- | ---------- | ------------ |
| - سانچو ۱۰' - برنت ۶۱' | گزارش بازی | - سوجک ۴۳'   |

### گروه G
| رتبه | تیم              | بازی | ب | م | ش | گ‌ز | گ‌خ | ت  | ام | راه‌یابی             |
| ---- | ---------------- | ---- | - | - | - | -- | -- | -- | -- | ------------------- |
| ۱    | لایپزیگ          | ۶    | ۳ | ۲ | ۱ | ۱۰ | ۸  | ۲+ | ۱۱ | صعود به مرحله حذفی  |
| ۲    | لیون             | ۶    | ۲ | ۲ | ۲ | ۹  | ۸  | ۱+ | ۸  | صعود به مرحله حذفی  |
| ۳    | بنفیکا           | ۶    | ۲ | ۱ | ۳ | ۱۰ | ۱۱ | -۱ | ۷  | انتقال به لیگ اروپا |
| ۴    | زنیت سن پترزبورگ | ۶    | ۲ | ۱ | ۳ | ۷  | ۹  | -۲ | ۷  |                     |

| لیون            | ۱–۱        | زنیت سن پترزبورگ |
| --------------- | ---------- | ---------------- |
| - دپای ۵۱' (پ.) | گزارش بازی | - آزمون ۴۱'      |

| بنفیکا        | ۱–۲        | لایپزیگ         |
| ------------- | ---------- | --------------- |
| - سفروویچ ۸۴' | گزارش بازی | - ورنر ۶۹'، ۷۸' |

| زنیت سن پترزبورگ                          | ۳–۱        | بنفیکا        |
| ----------------------------------------- | ---------- | ------------- |
| - دزوبا ۲۲' - دیاس ۷۰' (گ.خ.) - آزمون ۷۸' | گزارش بازی | - د توماس ۸۵' |

| لایپزیگ | ۰–۲        | لیون                 |
| ------- | ---------- | -------------------- |
|         | گزارش بازی | - دپای ۱۱' - تری ۶۵' |

| لایپزیگ                  | ۲–۱        | زنیت سن پترزبورگ |
| ------------------------ | ---------- | ---------------- |
| - لیمر ۴۹' - زابیتسر ۵۹' | گزارش بازی | - راکیتسکیف ۲۵'  |

| بنفیکا                | ۲–۱        | لیون       |
| --------------------- | ---------- | ---------- |
| - سیلوا ۴' - پیزی ۸۶' | گزارش بازی | - دپای ۷۰' |

| زنیت سن پترزبورگ | ۰–۲        | لایپزیگ                   |
| ---------------- | ---------- | ------------------------- |
|                  | گزارش بازی | - دمه ۴۵+۵' - زابیتسر ۶۳' |

| لیون                                 | ۳–۱        | بنفیکا        |
| ------------------------------------ | ---------- | ------------- |
| - آندرسن ۴' - دپای ۳۳' - ترائوره ۸۹' | گزارش بازی | - سفروویچ ۷۶' |

| زنیت سن پترزبورگ          | ۲–۰        | لیون |
| ------------------------- | ---------- | ---- |
| - دزوبا ۴۲' - ازودایف ۸۴' | گزارش بازی |      |

| لایپزیگ                  | ۲–۲        | بنفیکا                    |
| ------------------------ | ---------- | ------------------------- |
| - فوشبری ۹۰' (پ.)، ۹۰+۶' | گزارش بازی | - پیزی ۲۰' - وینیسیوس ۵۹' |

| بنفیکا                                        | ۳–۰        | زنیت سن پترزبورگ |
| --------------------------------------------- | ---------- | ---------------- |
| - سروی ۴۷' - پیزی ۵۸' (پ.) - آزمون ۷۹' (گ.خ.) | گزارش بازی |                  |

| لیون                  | ۲–۲        | لایپزیگ                          |
| --------------------- | ---------- | -------------------------------- |
| - عوار ۵۰' - دپای ۸۲' | گزارش بازی | - فوشبری ۹' (پ.) - ورنر ۳۳' (پ.) |

### گروه H
| رتبه | تیم     | بازی | ب | م | ش | گ‌ز | گ‌خ | ت   | ام | راه‌یابی             |
| ---- | ------- | ---- | - | - | - | -- | -- | --- | -- | ------------------- |
| ۱    | والنسیا | ۶    | ۳ | ۲ | ۱ | ۹  | ۷  | ۲+  | ۱۱ | صعود به مرحله حذفی  |
| ۲    | چلسی    | ۶    | ۳ | ۲ | ۱ | ۱۱ | ۹  | ۲+  | ۱۱ | صعود به مرحله حذفی  |
| ۳    | آژاکس   | ۶    | ۳ | ۱ | ۲ | ۱۲ | ۶  | ۶+  | ۱۰ | انتقال به لیگ اروپا |
| ۴    | لیل     | ۶    | ۰ | ۱ | ۵ | ۴  | ۱۴ | -۱۰ | ۱  |                     |

| آژاکس                                     | ۳–۰        | لیل |
| ----------------------------------------- | ---------- | --- |
| - پرومس ۱۸' - آلوارز ۵۰' - تاگلیافیکو ۶۲' | گزارش بازی |     |

| چلسی | ۰–۱        | والنسیا       |
| ---- | ---------- | ------------- |
|      | گزارش بازی | - رودریگو ۷۴' |

| والنسیا | ۰–۳        | آژاکس                               |
| ------- | ---------- | ----------------------------------- |
|         | گزارش بازی | - زیاش ۸' - پرومس ۳۴' - ون‌دی‌بیک ۶۷' |

| لیل                  | ۱–۲        | چلسی                       |
| -------------------- | ---------- | -------------------------- |
| - ویکتور اوسیمهن ۳۳' | گزارش بازی | - آبراهام ۲۲' - ویلیان ۷۸' |

| آژاکس | ۰–۱        | چلسی           |
| ----- | ---------- | -------------- |
|       | گزارش بازی | - باتشوایی ۸۶' |

| لیل            | ۱–۱        | والنسیا     |
| -------------- | ---------- | ----------- |
| - آیکونه ۹۰+۵' | گزارش بازی | - چریشف ۶۳' |

| والنسیا                                                           | ۴–۱        | لیل                  |
| ----------------------------------------------------------------- | ---------- | -------------------- |
| - پارخو ۶۶' (پ.) - سومائورو ۸۲' (گ.خ.) - کوندوگبیا ۸۴' - تورس ۹۰' | گزارش بازی | - ویکتور اوسیمهن ۲۵' |

| چلسی                                                      | ۴–۴        | آژاکس                                                                  |
| --------------------------------------------------------- | ---------- | ---------------------------------------------------------------------- |
| - ژورژینیو ۵' (پ.)، ۷۱' (پ.) - آزپیلیکوئتا ۶۳' - جیمز ۷۴' | گزارش بازی | - آبراهام ۲' (گ.خ.) - پرومس ۲۰' - آریزابالاگا ۳۵' (گ.خ.) - ون‌دی‌بیک ۵۵' |

| والنسیا              | ۲–۲        | چلسی                      |
| -------------------- | ---------- | ------------------------- |
| - سولر ۴۰' - واس ۸۲' | گزارش بازی | - کواچیچ ۴۱' - کواچیچ ۵۰' |

| لیل | ۰–۲        | آژاکس                 |
| --- | ---------- | --------------------- |
|     | گزارش بازی | - زیاش ۲' - پرومس ۵۹' |

| آژاکس | ۰–۱        | والنسیا       |
| ----- | ---------- | ------------- |
|       | گزارش بازی | - رودریگو ۲۴' |

| چلسی                            | ۲–۱        | لیل             |
| ------------------------------- | ---------- | --------------- |
| - آبراهام ۱۹' - آزپیلیکوئتا ۳۵' | گزارش بازی | - لوییک رمی ۷۸' |

## مرحله حذفی
در مرحلهٔ حذفی، تیم‌ها در بازی‌های رفت و برگشت به مصاف هم می‌روند به غیر از بازی فینال که تک‌بازی است.
قوانین قرعه‌کشی این مرحله به این شرح است:
- در دور یک‌هشتم نهایی، تیم‌های اول هر گروه در بازی برگشت میزبان خواهند بود؛ همچنین تیم‌هایی که در یک گروه قرار دارند یا از یک کشور هستند، به هم نمی‌خورند.
- در دور یک‌چهارم به بعد، هیچ سیدبندی‌ای وجود ندارد و احتمال رویارویی هر تیمی با تیم دیگر وجود دارد.

### یک‌هشتم نهایی
قرعه‌کشی مرحله یک‌هشتم نهایی در تاریخ ۱۶ دسامبر ۲۰۱۹ انجام شد. مسابقات دور رفت این مرحله در تاریخ‌های ۱۸، ۱۹، ۲۵ و ۲۶ فوریه و مسابقات دور برگشت نیز در تاریخ‌های ۱۰ و ۱۱ مارس برگزار شد و مسابقاتی که قرار بود در ۱۷ و ۱۸ مارس برگزار شود به دلیل همه‌گیری جهانی ۲۰–۲۰۱۹ کروناویروس به تعویق افتاد و پس از برگزاری مجدد بدون حضور تماشاگران انجام شدند.
در مرحله یک‌هشتم نهایی:
دورتموند-پاریس سن ژرمن: زنبورها در دیدار رفت با دبل و درخشش هالند در برابر تک گل نیمار پیروز شدند اما در دیدار برگشت با دو گل مغلوب شده تا در مجموع با نتیجه ۳–۲ بازنده شوند.
رئال-سیتی: کهکشانی‌ها در خانه با کام‌بک شاگردان پپ و در خارج از خانه با اشتباهات واران باختند و حذف شدند.
آتالانتا-والنسیا: آتالانتای آماده گاسپرینی موفق شد رفت و برگشت والنسیا را با ۴ گل در هم بکوبد و به جمع ۸ تیم نهایی راه یابد.
اتلتیکو-لیورپول: شاگردان سیمئونه پس از یک بازی دفاعی و برد خفیف ۱–۰ خانگی در آنفیلد در ۹۰ دقیقه با همین نتیجه مغلوب شدند تا کار به وقت‌های اضافه بکشد. در وقت‌های اضافه ابتدا فیرمینو لیورپول را پیش انداخت اما اشتباهات آدرین باعث شد تا اتلتیکو بازی ۲–۰ باخته را ۳–۲ ببرد و به مرحله بعد صعود کند.
بایرن-چلسی: بایرن آماده هانسی فلیک پس از در هم کوبیدن چلسی در استمفورد بریج در بازی برگشت هم آنه را با ۴ گل شکست داد و به مرحله بعد رفت.
لیون-یووه: پس از نمایش ضعیف رونالدو و یووه در بازی رفت، در بازی برگشت رونالدو با دبل قصد نجات یووه همانند سال قبل را داشت اما لیون به لطف پیروزی خفیف در دیدار رفت با تک گل تروسارد و پنالتی دیپای در دیدار به خاطر گل زده در خانه حریف به مرحله بعد رفت.
تاتنهام-لایپزیگ: در حالی که همه از نایب قهرمان دوره قبل انتظارات فراوانی داشتند اما مصدومیت کین، عدم چینش درست مورینیو و درخشش جوانان لایپزیگ باعث حذف تات شد.
بارسا-ناپولی: بارسای ستین به علت داشتن مربی بد و همچنین مصدومیت آلبا و سوارز در بازی رفت به مشکل خورد اما در بازی برگشت با درخشش مسی و سوارز با نتیجه ۳–۱ ناپولی را شکست داد و به مرحله بعد رفت.
| تیم ۱           | نتیجه‌نهایی | تیم ۲        | بازی رفت | بازی برگشت |
| --------------- | ---------- | ------------ | -------- | ---------- |
| بروسیا دورتموند | ۲–۳        | پاری سن ژرمن | ۲–۱      | ۰–۲        |
| رئال مادرید     | ۲–۴        | منچستر سیتی  | ۱–۲      | ۱–۲        |
| آتالانتا        | ۸–۴        | والنسیا      | ۴–۱      | ۴–۳        |
| اتلتیکو مادرید  | ۴–۲        | لیورپول      | ۱–۰      | ۳–۲ (و.ا.) |
| چلسی            | ۱—۷        | بایرن مونیخ  | ۰–۳      | ۱–۴        |
| لیون            | ۲–۲        | یوونتوس      | ۱–۰      | ۱–۲ (گ.ز.) |
| تاتنهام         | ۰–۴        | لایپزیش      | ۰–۱      | ۰–۳        |
| ناپولی          | ۲—۴        | بارسلونا     | ۱–۱      | ۱—۳        |

### یک‌چهارم نهایی
بازیهای مرحله یک‌چهارم نهایی از تاریخ ۱۲ تا ۱۵ اوت برگزار شد و در مجموع پس از پایان بازیهای این مرحله، تیمهای بایرن مونیخ و آر بی لایپزیگ از آلمان و پاری سن ژرمن و المپیک لیون از فرانسه به مرحله نیمه نهایی راه یافتند. از این مرحله به بعد بازیها بعلت پاندمی کووید ۱۹ به صورت تک حذفی و بدون حضور تماشاگران برگزار شد و جالبترین نتیجه، پیروزی مقتدرانه ۸ بر ۲ بایرن مونیخ مقابل بارسلونا بود که سنگین‌ترین شکست تاریخ بارسلونا در لیگ قهرمانان اروپا محسوب می‌شود. همچنین المپیک لیون ۳ بر ۱ منچسترسیتی، آربی لایپزیگ ۲ بر ۱ آتلتیکومادرید و پاری سن ژرمن ۲ بر ۱ آتالانتا را شکست دادند.
بایرن-بارسا: حساس‌ترین دیدار و در واقع فینال زودهنگام لیگ قهرمانان اروپا با نتیجه عجیب ۸–۲ به سود بایرن تمام شد. کیکه ستین که می‌شود گفت بدترین مربی تاریخ بارسلوناست، با این شکست نه تنها خود، بلکه بازیکنان دیگری مانند ویدال، سوارز و راکیتیچ را فدا کرد.
لایپزیگ-اتلتیکو: جوانان لایپزیگ که با صدر نشینی در گروه چلسی (قهرمان لیگ اروپا) و آژاکس (تیم حاضر در مرحله نیمه نهایی لیگ قهرمانان اروپای فصل قبل) و همچنین حذف نایب قهرمان فصل قبل لیگ قهرمانان اروپا پا به این مرحله گذاشته بود، شگفتی دیگری خلق کرد و اتلتیکویی که قهرمان دوره قبلی رقابتها را کنار زده بود، حذف کرد.
لیون-سیتی: سیتی که با این وضع و تقابل بارسلونا و بایرن باهم از مدعیان قهرمانی به حساب می‌آمدند، در عین ناباوری با ۳ گل مغلوب لیون شدند.
پاریس-آتالانتا: شاگردان گاسپرینی در حالی که تا دقیقه ۹۰ از رقیبشان پیش افتاده بودند، در فاصله دقایق ۹۰ تا ۹۰+۳ دو بار تور دروازه خود را بازشده دیدند و از دور رقابت‌ها کنار رفتند.
| تیم ۱       | نتیجه | تیم ۲          |
| ----------- | ----- | -------------- |
| منچستر سیتی | ۱—۳   | لیون           |
| لایپزیگ     | ۲—۱   | اتلتیکو مادرید |
| بارسلونا    | ۲—۸   | بایرن مونیخ    |
| آتالانتا    | ۱—۲   | پاری سن ژرمن   |

### نیمه نهایی
این بازی‌ها در تاریخ ۱۸ و ۱۹ اوت ۲۰۲۰ برگزار شد و بایرن مونیخ ۳ بر صفر المپیک لیون و پاری سن ژرمن ۳ بر صفر آربی لایپزیگ را شکست دادند و به فینال رقابتها راه پیدا کردند.
بایرن-لیون: بایرنی‌ها بار دیگر با نتیجه ای مقتدرانه پیروز شدند و به فینال راه یافتند.
پاریس-لایپزیگ: پاریسی‌ها با درخشش نیمار و دی ماریا و البته اشتباهات گولاچی دروازه‌بان لایپزیگ موفق به پیروزی شدند.
| تیم ۱   | نتیجه | تیم ۲        |
| ------- | ----- | ------------ |
| لیون    | ۰—۳   | بایرن مونیخ  |
| لایپزیگ | ۰—۳   | پاری سن ژرمن |

### فینال
فینال این دوره از رقابت‌ها، در تاریخ ۲۳ اوت ۲۰۲۰ بین باشگاه فوتبال پاری سن ژرمن و باشگاه فوتبال بایرن مونیخ در استادیو دا لوز در لیسبون برگزار شد. بایرن مونیخ با تک گل کینگزلی کومان با نتیجه ۱–۰ پاری سن ژرمن را شکست داد و قهرمان لیگ قهرمانان اروپا شد.
| پاری سن ژرمن | ۰–۱   | بایرن مونیخ |
| ------------ | ----- | ----------- |
|              | گزارش | کومان ۵۹'   |

## قهرمان
| قهرمان لیگ قهرمانان اروپا ٢٠-٢٠١٩ |
| --------------------------------- |
| بایرن مونیخ                       |
| ششمین قهرمانی                     |

## آمارها

### گلزنان برتر
| رتبه | بازیکن           | تیم                             | تعداد گل | دقایق بازی |
| ---- | ---------------- | ------------------------------- | -------- | ---------- |
| ۱    | روبرت لواندوفسکی | بایرن مونیخ                     | ۱۵       | ۵۲۷        |
| ۲    | ارلینگ هالند     | ردبول زالتسبورگ بروسیا دورتموند | ۱۰       | ۴۶۴        |
| ۳    | هری کین          | تاتنهام                         | ۶        | ۴۵۰        |
| ۳    | سرژ گنابری       | بایرن مونیخ                     | ۶        | ۴۶۷        |
| ۳    | دریس مرتنز       | ناپولی                          | ۶        | ۴۹۶        |
| ۶    | سون هیونگ-مین    | تاتنهام                         | ۵        | ۳۶۵        |
| ۶    | ممفیس دپای       | لیون                            | ۵        | ۳۹۴        |
| ۶    | مائورو ایکاردی   | پاری سن ژرمن                    | ۵        | ۴۰۱        |
| ۶    | گابریل ژسوس      | منچستر سیتی                     | ۵        | ۴۱۰        |
| ۶    | کیلین ام‌باپه     | پاری سن ژرمن                    | ۵        | ۴۲۰        |
| ۶    | رحیم استرلینگ    | منچستر سیتی                     | ۵        | ۴۲۸        |
| ۶    | یوسیپ ایلیچیچ    | آتالانتا                        | ۵        | ۵۱۶        |
| ۶    | لوتارو مارتینس   | اینتر میلان                     | ۵        | ۵۲۱        |

یادداشت
1. ↑  ارلینگ هالند در مرحله گروهی برای ردبول زالتسبورگ و پس از انتقال در پنجره زمستانی، در مرحله حذفی برای بروسیا دورتموند بازی کرد.[۲۸]

منبع:

### بهترین پاسور
| رتبه | بازیکن           | تیم             | تعداد پاس | دقایق بازی |
| ---- | ---------------- | --------------- | --------- | ---------- |
| ۱    | حکیم زیاش        | آژاکس           | ۵         | ۴۹۹        |
| ۲    | کورنتا تولیسو    | بایرن مونیخ     | ۴         | ۳۰۳        |
| ۲    | کیلین ام‌باپه     | پاری سن ژرمن    | ۴         | ۴۴۶        |
| ۲    | ریاض محرز        | منچستر سیتی     | ۴         | ۵۳۸        |
| ۲    | آنخل دی ماریا    | پاری سن ژرمن    | ۴         | ۵۸۴        |
| ۲    | روبرتو فیرمینو   | لیورپول         | ۴         | ۶۲۹        |
| ۷    | ایوان پریشیچ     | بایرن مونیخ     | ۳         | ۲۰۷        |
| ۷    | مارسلو           | رئال مادرید     | ۳         | ۲۶۷        |
| ۷    | پائولو دیبالا    | یوونتوس         | ۳         | ۲۹۷        |
| ۷    | آلفونسو دیویس    | بایرن مونیخ     | ۳         | ۳۶۰        |
| ۷    | لوییس سوارز      | بارسلونا        | ۳         | ۳۸۷        |
| ۷    | Enock Mwepu      | ردبول زالتسبورگ | ۳         | ۴۰۴        |
| ۷    | چارلز آرانگیز    | بایر لورکوزن    | ۳         | ۴۱۵        |
| ۷    | گونسالو ایگواین  | یوونتوس         | ۳         | ۴۱۹        |
| ۷    | حسام عوار        | لیون            | ۳         | ۴۴۵        |
| ۷    | لیونل مسی        | بارسلونا        | ۳         | ۴۸۱        |
| ۷    | زلاتکو یونوزوویچ | ردبول زالتسبورگ | ۳         | ۵۰۶        |
| ۷    | تاکومی مینامینو  | ردبول زالتسبورگ | ۳         | ۵۱۷        |
| ۷    | هانگ هی چان      | ردبول زالتسبورگ | ۳         | ۵۴۰        |
| ۷    | دنیل پارخو       | فوتبال والنسیا  | ۳         | ۷۲۰        |

یادداشت
1. ↑  تاکومی مینامینو در مرحله گروهی برای ردبول زالتسبورگ بازی کرد، و پس از انتقال در پنجره زمستانی، برای مرحله حذفی در لیست لیورپول قرار گرفته (اما هنوز بازی نکرده).[۲۸]

منبع: